# Муцукі
Муцукі (Mutsuki, яп. 睦月) — ескадрений міноносець Імперського флоту Японії, який брав участь у Другій світовій війні.
Корабель, який дав найменування типу есмінців, став четвертим за датою закладання у цій серії. Його будівництво велось на корабельні ВМФ у Сасебо та звершилось в 1926 році.

## Історія служби
На момент вступу Японії до Другої світової війни «Муцукі» належав до 30-ї дивізії ескадрених міноносців, яка підпорядковувалась Четвертому флоту. Останній мав головну базу на атолі Трук у центральній частині Каролінських островів та на початковому етапі війни здійснив ряд операцій по розширенню японського контролю у Мікронезії та вторгненню до Меланезії.
29 листопада — 3 грудня 1941-го, ще до початку бойових дій, «Муцукі» разом з іншими кораблями своєї дивізії перейшов з Труку на атол Кваджелейн (Маршаллові острови). 8 грудня він рушив далі в межах плану заволодіння островом Вейк (вісім сотень кілометрів на північ від Маршаллових островів), маючи на борту бійців морської піхоти. Доволі неочікувано операція пішла невдало, 11 листопада при спробі наблизитись до острова були втрачені два есмінці (серед них один із 30-ї дивізії), після чого японський загін повернувся на Кваджелейн.
23 грудня 1941-го «Муцукі», так само маючи на борту морських піхотинців, вирушив до Вейку у складі значно потужнішого з'єднання, яке цього разу захопило острів без жодних ускладнень.
Після повернення з Вейку «Муцукі» разом з іншими кораблями дивізії 31 грудня 1941 — 3 січня 1942 ескортував конвой з Кваджелейна на Трук, а 8—12 січня разом зі ще одним есмінцем супроводив конвой транспортних суден до Гуаму (Маріанські острови). На Гуамі судна прийняли бійців японської армії, виділених для операції заволодіння архіпелагом Бісмарка та рушили до атола Волеаї (центральна частина Каролінських островів за шість з половиною сотень кілометрів на південь від Гуама та за вісім з половиною сотень кілометрів на захід від Трука), де перебували 16—17 січня. Тут вони зустрілись з додатковим загоном, який прибув з Трука, та рушили у південно-східному напрямку.
23 січня 1942-го «Муцукі» та інші кораблі дивізії прикривали висадку в Рабаулі на східному завершенні острова Нова Британія (тут створять головну передову базу в архіпелазі Бісмарка, з якої два роки провадитимуться операції на Соломонових островах та сході Нової Гвінеї). Протягом доби опір союзних сил був подоланий. Після цього «Муцукі» більш як два тижні ніс патрульно-ескортну службу в околицях Рабаула.
9 лютого 1942-го 30-та дивізія супроводжувала загін, який доправив японський десант до півострова Сурумі (центральна частина південного узбережжя Нової Британії), де японці захопили невеличкий австралійський аеродром у Гасматі (після розширення його перетворили на резервний майданчик, призначений для забезпечення аварійних посадок літаків).
У першій декаді березня 1942-го «Муцукі» та ще 5 есмінців і 3 легкі крейсери вирушили з Рабаулу в супроводі загону, який мав доправити десант на Нову Гвінею в район Лае — Сааламауа (на сході острова у глибині затоки Хуон). Висадка 8 березня не зустріла спротиву, проте 10 березня японський загін став ціллю для американської авіаносної авіації. Ряд допоміжних суден були втрачені, половина бойових кораблів загону зазнала пошкоджень, але саме «Муцукі» у цьому бою не постраждав.
28 березня — 1 квітня 1942-го «Муцукі» взяв участь у операції, під час якої на заході Соломонових островів зайняли якірну стоянку Шортленд — прикриту групою невеликих островів Шортленд акваторію біля південного завершення острова Бугенвіль (надалі під час кампанії на Соломонових островах саме тут аж до осені 1943-го знаходитиметься передова база легких сил та пункт перевалювання вантажів для їх подальшої відправки далі на схід).
8 квітня 1942-го «Муцукі» та інші есмінці дивізії супроводжували сили, які зайняли острів Манус у групі островів Адміралтейства (шість сотень кілометрів на північний захід від Рабаула, поблизу комунікацій, що вели до архіпелагу Бісмарка з Трука та іншого важливого транспортного хабу Палау).
На початку травня 1942-го «Муцукі» залучили до операції заволодіння Порт-Морсбі, при цьому його разом зі ще 5 есмінцями та легким крейсером включили до загону адмірала Кайоки. Завданням останнього було прикриття транспортного конвою, який 4 травня рушив із Рабаула. Надалі танкери залишили на стоянці Шортленд під охороною одного есмінця, тоді як транспорти з військами та більшість кораблів Кайоки попрямували у південно-західному напрямку через Соломонове море.
5 травня американське авіаносне угруповання потопило японський легкий авіаносець «Сьохо» із групи підтримки. Надвечір наступної доби Кайока вирішив відшукати та атакувати ворожі кораблі, які, на його думку, перебували у протоці Джомард (відділяє південно-східне завершення Нової Гвінеї від архіпелагу Луїзіади). Спершу адмірал рушив на пошуки ворога з легким крейсером та двома есмінцями, проте за дванадять годин (вже настало 7 травня) повернувся до конвою. У цьому проміжку, незадовго до опівночі, Кайока наказав трьом есмінцям 30-ї дивізії (в тому числі й «Муцукі») полишити транспортні судна. Протягом 7—8 травня дивізія діяла окремо, при цьому не мала якихось контактів із ворогом. Надвечір 7 травня її кораблі провели пошуки вцілілих з «Сьохо» (есмінцю «„Яйой“» вдалось підібрати двох вцілілих), а вранці 9 травня наздогнали транспортні судна, які вже підходили до Рабаула після скасування операції (останнє рішення прийняли після битви у Кораловому морі, в якій 8 травня зіткнулись авіаносні з'єднання сторін).
13—16 червня 1942-го «Муцукі» ескортував якийсь конвой з Палау на Трук, а 25 червня полишив останню базу для супроводу переобладнаного легкого крейсера «Кінрю-Мару». 27 червня вони прибули у Рабаул, звідки вийшли 29 числа та 1 липня досягнули острова Гуадалканал на сході Соломонових островів. Тут «Кінрю-Мару» висадив передовий ешелон будівельників для спорудження аеродрому, після чого рушив назад на Трук, куди прибув 5 липня (можливо відзначити, що недобудований аеродром через місяць опиниться в руках союзних сил та відіграє надзвичайно велику роль у їх перемозі в шестимісячній битві за Гуадалканал).
6—12 липня 1942-го «Муцукі» здійснив перехід з Труку до Йокосуки, після чого вирушив до Сасебо для докового ремонту, який тривав до 14 серпня. За час його відсутності у Океанії союзники висадились 7 серпня 1942-го на Гуадалканалі, що змусило японське командування перекидати сюди підкріплення. Вже 14 серпня «Муцукі» вирушив із Сасебо (можливо, супроводжуючи переобладнаний гідроавіаносець «Санукі-Мару», який 22 серпня прибув до Рабаула).
У підсумку «Муцукі» опинився на якірній стоянці Шортленд, з якої 24 серпня вирушив разом зі ще трьома есмінцями на схід. В ніч на 25 серпня цей загін разом з есмінцем «Кагеро» (останній патрулював біля Гуадалканала) провів обстріл аеродрому Гендерсон-Філд, після чого всі 5 есмінців рушили на північ для зустрічі конвою, який прямував з Труку і саме 25 серпня відновив свій рух — напередодні транспортний загін перечікував, чим завершиться зіткнення авіаносних з'єднань, відоме як битва біля східних Соломонових островів.  
Відповідно до японських очікувань, авіаносна авіація не атакувала конвой, проте удари літаків з Гуадалканалу та Еспіриту-Санто призвели до загибелі та пошкодження кількох кораблів. Зокрема, коли «Муцукі» допомагав пошкодженому переобладнаному крейсеру «Кінрю-Мару» відбувся наліт літаків B-17, які стартували з Еспіриту-Санто. Хоча японці не сприймали ці висотні горизонтальні бомбардувальники як серйозну загрозу для кораблів, останнім вдалось досягнути прямого влучання у «Муцукі», загинув 41 член екіпажу. Після цього «Муцукі» ще встиг добити «Кінрю-Мару» торпедою, проте в корпус пошкодженого есмінця прибувала вода. У підсумку вирішили полишити корабель, екіпаж з якого зняв есмінець «Яйой».